# Juan de Zúñiga Avellaneda y Bazán
Juan de Zúñiga Avellaneda y Bazán, né en 1541 à Peñaranda de Duero et mort le 4 septembre 1608 dans la même ville, est un noble espagnol de la Maison de Zúñiga, duc de Penaranda de Duero, Grand d'Espagne, comte de Miranda del Castañar et marquis de la Bañeza, chevalier de l'Ordre de Santiago, militaire puis homme d'état sous les règnes successifs de Philippe II et Philippe III d'Espagne, vice-roi et capitaine général de la Principauté de Catalogne, membre du Conseil d'État puis vice-roi et capitaine général du royaume de Naples, président du Conseil italien et président du Conseil de Castille.

## Famille et éducation
Fils de Francisco de Zúñiga y Avellaneda, 4e comte de Miranda del Castañar et de son épouse Maria de Bazan et Ulloa, vicomtesse los Palacios de la Valduerna, héritière de Pedro de Bazán Palacios, vicomte de la Valduerna, seigneur de Baztán, de la Bañeza et autres lieux. En tant que deuxième fils, Juan hérite du droit d'aînesse de Cárdenas par sa grand-mère maternelle Maria Enriquez de Cardenas. Pour cette raison, il fut nommé Juan de Zuniga et Cardenas dans sa carrière diplomatique. En épousant sa nièce María de Zúñiga Avellaneda y Pacheco, comtesse de Miranda del Castañar et Avellaneda, marquise de Bañeza, les époux échangèrent ensuite leurs noms pour retenir les titres et les successions de leur maison. De ce fait, il s’appela désormais Juan de Zúñiga Avellaneda et Bazan. 
Son épouse n’était autre que la fille de son frère Pedro de Zúñiga et Avellaneda Bazan, et de Juana Pacheco Cabrera. Il eut sept enfants de ce mariage, dont trois seulement survécurent jusqu’à l’âge adulte : Pedro, Marquis de Bañeza, qui épousa Maria de la Cueva et Cordova, morts sans descendance avant son père, puis Diego, duc de Penaranda de Duero, marié à Francisca Sandoval et Cerda, fille de Francisco de Sandoval y Rojas, duc de Lerma, marquis de Denia, et Aldonza qui se fit nonne au couvent de l'Incarnation de Penaranda de Duero,.

## Gentilhomme de la chambre de l’infant Carlos, et capitaine dans la guerre de Grenade
Juan de Zuñiga est gentilhomme domestique de l'infant Don Carlos, fils aîné du roi Philippe II d’Espagne de 1561 à 1568. Les Maures des Alpujarra y sierra de Ventomis de Grenade commencèrent à se rebeller et commettre des crimes contre les chrétiens à la fin de 1568. Le 17 mars 1569, le roi Philippe II ordonna au commandant de Castille et vice-amiral des galères d'Espagne, Luis de Requesens y Zúñiga (oncle de Juan de Zúñiga y Avellaneda Bazan) de revenir d'Italie pour défendre la côte contre les Berbères. Luis de Requerens quitta Rome le 23 mars 1569 pour atteindre Palamos le 28 avril, transportant 24 galères avec un tiers de l'infanterie espagnole de Naples et de Milan. Quelques semaines plus tard, Philippe II envoyait encore son frère Don Juan d'Autriche pour mener la guerre contre les Maures rebelles. Juan de Zúñiga y Avellaneda Bazan fit son entrée à la suite de Juan d’Autriche le 12 avril 1569 à l'Alhambra de Grenade.
Le commandant de Castille, Luis de Requesens, débarqua ensuite, le 6 juin 1569 à Malaga et prit d’assaut le fort de Frigiliana le lendemain, en attaquant de tous les côtés. Le comte de Miranda, Juan de Zúñiga Avellaneda, 400 capitaine aventureux et une partie du tiers des troupes napolitaines prirent le rocher dominant la forteresse du côté de la mer. Après un assaut courageux et victorieux, Frigiliana tomba le 8 juin 1569.  Juan accompagna son oncle Louis en Italie, où il continua de combattre sous ses ordres, sur terre et sur mer, dans les guerres de la Sainte Ligue. 

## Membre du conseil d’état de Philippe II, et vice-roi de Catalogne
En 1579, Juan de Zuñiga fut nommé membre du Conseil d'État du roi Philippe II, poste qu'il occupa jusqu'en 1582, lorsqu’il fut nommé vice-roi de Catalogne. Sous son gouvernement, il dut défendre la côte de la principauté contre les attaques de l'armée turque. Le 18 février 1585, à Barcelone, il reçoit le duc de Savoie Charles-Emmanuel et prend part à la cérémonie du mariage avec l'infante Catalina Micaela, fille de Philippe II. Il participe avec le roi Philippe II aux Cortes de Monzón, Huesca, de juin à décembre 1585. Son oncle Juan de Zuniga y Requeséns était alors vice-roi de Naples, jusqu'en 1582, puis président du Conseil d'État du roi Philippe II, et tuteur du prince Philippe à partir de 1583.

## Vice-Roi et capitaine général du royaume de Naples
En 1586, Philippe II nomma Juan de Zuñiga vice-roi et capitaine général du royaume de Naples, poste qu’il occupa du 18 novembre 1586 jusqu'au 25 novembre 1595. Pendant son règne, le royaume de Naples connut une grande campagne de purges et exécutions de bandes criminelles organisées et protégées par des gens puissants et la plèbe. Les deux bandits les plus célèbres étaient Marco Sciarra, appelé le roi de Campanie, et Benito Mangon. 
Juan mena à bien nombre de travaux publics de rénovation et restauration de ponts et de façades. Il entreprit l’embellissement de la ville et fit restaurer les tombes des anciens rois d'Aragon. Ses neuf années de règne le firent particulièrement apprécier des membres du conseil de Naples, en reconnaissance de son travail exceptionnel de construction et de justice, tant militaire que civil,.

## Membre du conseil d’état et président du conseil d’Italie
À son retour d'Italie, il rejoignit le Conseil d'État de Philippe II, qui le nomma président du Conseil d'Italie. En 1593, il devint commandant de l'Ordre de Saint-Jacques de l'Epée. 

## Membre du conseil d’état de Philippe III, président du conseil d’Italie et président du conseil de Castille
Après la mort de Philippe II, survenue le 13 septembre 1598, le comte de Miranda fut membre du Conseil d'État du nouveau roi Philippe III. Celui-ci le nomma président du Conseil de Castille le 13 mai 1599 en remplacement de Rodrigo Vazquez, initiant ainsi un des nombreux changements dans le gouvernement de son père, suivant l’avis de son favori Francisco Gómez de Sandoval y Rojas, marquis de Denia, comte de Lerma, élevé en 1599 au titre de duc de Lerma. 
La grand-mère paternelle du duc de Lerma, Catherine de Zúñiga Avellaneda, était une tante de Juan de Zúñiga et Avellaneda Bazan, qui prit la présidence du conseil de Castille le 12 juin 1599, tout en assurant la présidence du Conseil d'Italie.
Juan de Zúñiga devint membre du Conseil des Quatre, institué par le roi Philippe III le 3 février 1601. La mission de ce conseil était d'examiner les avis, les lettres, les rapports, et autres documents soumis à l’accord du roi pour proposer des solutions valables aux affaires de la monarchie. Le Conseil des Quatre tint ses assises en juillet 1601, comprenant Juan de Idiáquez (ancien ministre de Philippe II), Fray Gaspar de Córdoba (confesseur du roi), Pedro Franqueza (secrétaire) et Juan de Zúñiga Avellaneda.
Philippe III ordonna en octobre 1602 à la Maison de Castille de limiter à trois le nombre des candidats aux postes de vice-roi, gouverneur ou ambassadeur, et que le décompte des voix de Juan de Zúñiga aurait plus d'influence sur leur décision.
À la demande du roi et de son favori le duc de Lerma, il fut convenu lors des Cortès de Valladolid, en 1602, que les sessions des tribunaux et les négociations avec les procureurs devraient être plus courtes et plus efficaces pour obtenir les subventions de la monarchie.
Juan de Zúñiga et Fray Gaspar de Cordoba rapportèrent au roi, dans une lettre datée du 22 janvier 1602, qu’il était nécessaire d’isoler l'Angleterre et la France pour la pouvoir écraser la rébellion dans les Pays-Bas espagnols.
Le roi accorda par arrêté royal du 22 mai 1608 le titre de duc de Penaranda de Duero, associé à la dignité de grand d'Espagne, pour Juan de Zúñiga et ses descendants, comtes de Miranda del Castañar. Celui-ci demanda alors la permission de se retirer des affaires publiques. Il mourut trois mois plus tard, dans son palais de Penaranda de Duero à l'âge de 67 ans,.